# Причиненко Станіслав Володимирович
Станіслав Володимирович Причиненко (нар. 26 червня 1991, Сімферополь, УРСР, СРСР) — український та російський футболіст, півзахисник. Після анексії Криму Росією отримав російське громадянство.

## Біографія
Станіслав народився 26 червня 1991 року в Сімферополі. Його батько Володимир Причиненко — один з найкращих футболістів сімферопольської «Таврії» за всю історію, після завершення кар'єри був тренером клубу.

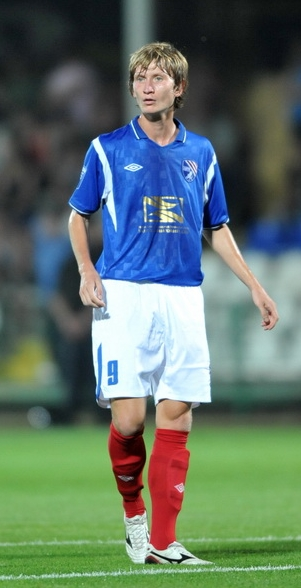
Станіслав Причиненко під час виступів за «Таврію». 15 серпня 2011

В ДЮФЛ виступав на початку за «Таврію» з 2002 року по 2003 рік, а потім займався в школі донецького «Шахтаря». 2006 року на меморіалі Олександра Брагіна Причиненко був визнаний найкращим гравцем турніру, а «Шахтар» став переможцем турніру. У наступному році на цьому ж турнірі «Шахтар» також здобув перемогу, а Причиненко був включений в символічну збірну турніру.

### Клубна кар'єра
2008 року потрапив у «Шахтар-3», клуб виступав у Другій лізі України. У команді Причиненко став одним з лідерів. Також він нерідко залучався до тренувань та товариських ігор разом з основним складом «Шахтаря». Взимку 2008 року в одному з товариських матчів він отримав травму, проте Дарійо Срна добре відгукувався про Станіслава.
Взимку 2009 року на передсезонному турнірі Кубок Кримтеплиці, «Шахтар-3» дійшов до фіналу де поступився молдавській «Олімпії» (1:1, 4:5 по пенальті). Всього за «Шахтар-3» він провів 52 матчі та забив 9 м'ячів, також зіграв 7 матчів та забив 1 гол в молодіжній першості України.
У січні 2011 року прибув на перегляд в «Таврію», разом з Петром Опаріним, який також виступав з ним в «Шахтарі-3» і також є сином колишньої легенди «Таврії». Незабаром він підписав контракт з клубом за схемою «1+1».
У Прем'єр-лізі України дебютував 12 березня 2011 року в домашньому матчі проти криворізького «Кривбасу» (2:1), Причиненко вийшов на 84-й хвилині замість Руслана Платона. У наступному матчі він вперше вийшов в основному складі у виїзному матчі проти київського «Арсенала» (1:2), Причиненко в цьому матчі зміг забити два голи на 34-й та 42-й хвилинах у ворота Сергія Погорілого, а на 43-й хвилині він був замінений на Слободана Марковича через те, що у нього був розбитий ніс. В подальшому продовжував виступати за кримчан, проте основним гравцем так й не став.
У червні 2014 року, після того як «Таврія» знялася зі змагань, на правах вільного агента перейшов в клуб російської ФНЛ «Тосно».
Після анексії Криму отримав російське громадянство.
У 2017 та у 2019–2020 роках виступав за російський клуб «Балтика». У 2018 році грав за грузинський клуб «Колхеті-1913» (Поті). У першій половині 2021 року грав за російський клуб «Акрон» (Тольятті).

### Кар'єра в збірній
З 2006 року виступав у юнацьких збірних України різних вікових категорій. У червні 2007 року у складі збірної до 16 років був викликаний Анатолієм Бузником на меморіал Віктора Баннікова. Тоді юнацька збірна програла у фіналі одноліткам з Туреччини (0:2), Причиненко в цьому матчі мав два хороших шанси забити гол, проте в обох моментах потрапив в штангу.
За збірну до 17 років виступав з 2006 року по 2008 рік і провів 14 матчів та забив 1 м'яч.
2008 року провів 1 матч за юнацьку збірну до 18 років.
У 2011 році неодноразово викликався до складу молодіжної збірної, проте на поле вийшов лише один раз — 9 серпня 2011 року у півфіналі Меморіалу Лобановського проти однолітків з Ізраїлю.

## Сім'я
Є двоюрідний брат Денис, який також є професійним футболістом.